# Psilolaemus
- Commons
- Wikispecies

Psilolaemus é um gênero de plantas pertencente à família Boraginaceae.
Sua única espécie é Psilolaemus revolutus, uma planta aromática originária do México.
Psilolaemus revolutus foi descrita por (B.L.Rob.) I.M.Johnst. e publicada no Journal of the Arnold Arboretum 35(1): 34. 1954.
Sinonímia
- Lithospermum revolutum B.L. Rob. basónimo
- Onosmodium revolutum (B.L. Rob.) J.F. Macbr.